# Convectorkachel
Een convectorkachel is een kachel die warmte genereert door convectie. Deze kachels zuigen koude lucht aan en verwarmen deze lucht. De warme lucht stijgt vervolgens op. Hierdoor ontstaat er een efficiënte luchtstroom, wat zorgt voor een goede warmteverspreiding.

## Werking
Een convectorkachel bestaat typisch uit een metalen behuizing waarin zich een verwarmingselement bevindt, vaak een elektrische weerstand of een gasbrander. Wanneer het verwarmingselement wordt geactiveerd, begint het de lucht binnenin de behuizing te verwarmen. Door de thermische expansie van de lucht stijgt de warme lucht op, terwijl koudere lucht wordt aangezogen aan de onderkant van het toestel. Hierdoor ontstaat een natuurlijke luchtstroom waarbij warme lucht wordt afgegeven aan de bovenkant van de kachel, terwijl koudere lucht wordt teruggevoerd naar de onderkant om opnieuw te worden verwarmd.

## Ontwerp en componenten
Het ontwerp van een convectorkachel is ontworpen om efficiënte convectie te bevorderen. De behuizing van de kachel is vaak voorzien van lamellen of ribbels om het oppervlak te vergroten en zo de warmteoverdracht te maximaliseren. Het verwarmingselement, ofwel de warmtebron, kan variëren van elektrische weerstanden tot gasbranders, afhankelijk van het type kachel. Moderne convectorkachels zijn vaak uitgerust met geavanceerde regelsystemen zoals thermostaten en timers om de temperatuur te regelen en energie te besparen.

## Warmteafgifte
De warmteafgifte van een convectorkachel is afhankelijk van verschillende factoren, waaronder het vermogen van het verwarmingselement, de luchtstroom door de kachel en de temperatuurgradiënt tussen de kachel en de omgeving. Een belangrijk aspect van de efficiëntie van een convectorkachel is de snelheid waarmee de warmte wordt afgevoerd en de gelijkmatigheid van de warmteverdeling in de ruimte.

## Toepassingen
Convectorkachels worden vaak gebruikt voor het verwarmen van individuele kamers, kantoren, werkplaatsen en andere binnenruimtes. Ze zijn vooral handig in situaties waar centrale verwarmingssystemen ontbreken of ontoereikend zijn. Draagbare convectorkachels zijn populair vanwege hun mobiliteit en veelzijdigheid, waardoor ze gemakkelijk kunnen worden verplaatst en gebruikt in verschillende ruimtes of locaties.